# Sabatieria jubata
Sabatieria jubata är en rundmaskart som först beskrevs av Nathan Augustus Cobb 1898.  Sabatieria jubata ingår i släktet Sabatieria och familjen Comesomatidae. Inga underarter finns listade i Catalogue of Life.